# Left in Dark Times
Left in Dark Times: A Stand Against the New Barbarism es un libro publicado en 2008 por Bernard-Henri Lévy, y traducido al inglés por Benjamín Moser. Su título traducido es La izquierda en la obscuridad: Una posición contra el nuevo barbarismo.

## Premisa
En el libro, Lévy sostiene que tras la caída de comunismo, la izquierda de los países occidentales ha perdido sus ideales. La izquierda ya no defiende las ideas universales de justicia, no simpatiza con los oprimidos y ha perdido su compromiso con la verdad. La izquierda, según Levy, ha trastocado esos ideales por un odio patológico a los Estados Unidos de América, a los judíos y a Israel, y al derecho y a la libertad.
Levy también intenta rebatir lo que el identifica como los seis postulados capitales de la izquierda europea y estadounidense. Liberalismo no es solo significa mercado libre, también significa democracia y derechos humanos.  Europa es más que capitalismo y los Estados Unidos de América no son una nación fascista. Intervención humanitaria es humanitaria, no un ardid imperialista. Israel no es la causa del antisemitismo. El islamismo es un producto autóctono y no algo causado por la cultura occidental y amenaza a occidente tan seriamente como lo hizo el fascismo en su día.
La izquierda contemporánea, según Levy, cree que cualquier enemigo de los Estados Unidos es bueno por definición. Por esa razón fue que la izquierda apoyó la dictadura de Sadam Hussein en Irak, convirtió la Primera Conferencia Mundial contra el Racismo en un foro antisemita, y deliberadamente ignoró el genocidio en Darfur para no criticar a un gobierno antiestadounidense.

## Génesis
Levy, quien aún se considera una parte de la izquierda, relata que la idea de publicar un libro con ese tema nació de una conversación telefónica con el presidente francés Nicolas Sarkozy el 23 de enero de 2007, en que el candidato presidencial le solicitó su apoyo. Levy le respondió que "Aparte del respeto y aprecio que le tengo a Ud, la izquierda es mi familia", a lo que Sarkozy le replicó, "¿Esas personas que han pasado 30 años repitiendo que ... (expletivo)? ¿Cree Ud. realmente lo que esta diciendo, que esas personas son su familia?"
La conversación dejó pensando a Levy y concluyó que su permanencia en la izquierda esta enraizada en su "adherencia a los principios de libertad y dignidad del individuo, antifascismo, anticolonialismo y 'el antitotalitarismo que es la herencia del mayo del 68'.

## Crítica
La tesis sobre el nuevo barbarismo ha sido criticada por Dag Tuastad argumentando que los que la apoyan tienden a igualar "Terrorismo" con "Islam" y la "Mentalidad árabe", presentando a la primera como irracional y en consecuencia como una amenaza de culturas atrasadas. Este nuevo enfoque orientalista justifica la continuación de la violencia colonialista en el Cercano Oriente y otros lugares. Paul Richards sostiene que el así llamado "barbarismo" de los grupos rebeldes en regiones ricas en recursos naturales (como Sierra Leona), no es tan irracional cuando se ha comprendido las distorsionadas imágenes de los pueblos sometidos. El nuevo barbarismo tiende a culpar las víctimas por ser víctimas, justificando así la hegemonía sobre ellos.